# The Worst Pies in London
The Worst pies in London è una canzone del musical Sweeney Todd: The Demon Barber of Fleet Street di Stephen Sondheim.

## Interpreti Famosi
La canzone è stata cantata per la prima volta da Angela Lansbury, la prima Mrs. Nellie Lovett nel 1979.
La Lansbury interpretò il ruolo per i successivi tre anni, aggiudicandosi un Tony Award.
Tuttavia la cantante che viene ricordata per la sua versione della canzone è la performer statunitense Patti LuPone che la cantò a teatro nel 1998, in "Sweeney Todd in Concert" del 2001 e la incise nel CD del 2005 "Sweeney Todd: Broadway Cast Recording".
Nella versione cinematografica del 2007 di Tim Burton (Sweeney Todd - Il diabolico barbiere di Fleet Street) la canzone fu cantata da Helena Bonham Carter.

## La canzone
La canzone introduce il personaggio di Mrs. Lovett al pubblico all'inizio del Musical.
Con la canzone la donna si lamenta del costo della carne e di tutti gli altri fattori che rendono i suoi "the worst pies in London" (i peggiori pasticci di Londra).